# 上田和夫 (英文学者)
上田 和夫（うえだ かずお、1928年 - ）は、日本の英文学者、翻訳家。

## 略歴
石川県金沢市生まれ。東京大学文学部卒。出版社勤務ののち、明星大学教授。

## 編著
- 『イギリス文学辞典』（研究社） 2004
- 『20世紀英語文学辞典』（渡辺利雄, 海老根宏共編、研究社） 2005

## 翻訳
- 『ベートーヴェン その精神的発展』（J・W・N・サリヴァン、金井清三郎共訳、弥生書房） 1959
- 『D・H・ロレンス詩集』（弥生書房） 1965
- 『シェリー詩集』（弥生書房） 1967
- 『イギリス・ユートピア思想』（A・L・モートン、未來社） 1967
- 『カスターブリッジの市長』（トマス・ハーディ、潮出版社、潮文庫） 1971
- 『ジェーン・エア』（シャーロット・ブロンテ、集英社、ジュニア版世界の文学） 1974
- 『小泉八雲集』（新潮文庫） 1975
- 『シェリー詩集』（新潮文庫） 1980
- 『破壊者ベンの誕生』（ドリス・レッシング、新潮文庫） 1994
- 『ロレンス短編集』（新潮文庫） 2000